# Tim Legler
Timothy Eugene Legler, detto Tim (Washington, 26 dicembre 1966), è un ex cestista statunitense, professionista nella NBA e in Francia.

## Statistiche

### NBA
| * | Primo nella lega |

### NCAA
| Anno     | Squadra            | PG  | PT | MP   | TC%  | 3P%  | TL%  | RP  | AP  | PRP | SP  | PP   |
| -------- | ------------------ | --- | -- | ---- | ---- | ---- | ---- | --- | --- | --- | --- | ---- |
| 1984-85  | La Salle Explorers | 26  | -  | 19,0 | 46,9 | -    | 70,8 | 2,8 | 2,0 | 0,6 | 0,1 | 6,0  |
| 1985-86  | La Salle Explorers | 28  | -  | 31,0 | 50,2 | -    | 83,3 | 3,9 | 1,9 | 1,0 | 0,1 | 12,9 |
| 1986-87  | La Salle Explorers | 33  | -  | 38,0 | 47,8 | 40,4 | 78,2 | 4,5 | 2,1 | 1,2 | 0,0 | 18,7 |
| 1987-88  | La Salle Explorers | 34  | -  | 38,0 | 49,0 | 49,1 | 80,3 | 4,1 | 2,1 | 0,9 | 0,3 | 16,7 |
| Carriera | Carriera           | 121 | -  | 32,3 | 48,6 | 45,6 | 79,1 | 3,9 | 2,0 | 0,9 | 0,1 | 14,0 |

#### Regular season
| Anno      | Squadra            | PG  | PT | MP   | TC%  | 3P%   | TL%   | RP  | AP  | PRP | SP  | PP  |
| --------- | ------------------ | --- | -- | ---- | ---- | ----- | ----- | --- | --- | --- | --- | --- |
| 1989-90   | Phoenix Suns       | 11  | 0  | 7,5  | 37,9 | 0,0   | 100,0 | 0,7 | 0,5 | 0,2 | 0,0 | 2,5 |
| 1990-91   | Denver Nuggets     | 10  | 0  | 14,8 | 34,7 | 25,0  | 83,3  | 1,8 | 1,2 | 0,2 | 0,0 | 5,8 |
| 1992-93   | Utah Jazz          | 3   | 0  | 1,7  | 33,3 | -     | -     | 0,3 | 0,0 | 0,0 | 0,0 | 0,7 |
| 1992-93   | Dallas Mavericks   | 30  | 0  | 21,0 | 43,7 | 33,8  | 80,3  | 1,9 | 1,5 | 0,8 | 0,2 | 9,6 |
| 1993-94   | Dallas Mavericks   | 79  | 0  | 16,7 | 43,8 | 37,4  | 84,0  | 1,6 | 1,5 | 0,7 | 0,2 | 8,3 |
| 1994-95   | G.S. Warriors      | 24  | 0  | 15,5 | 52,2 | 52,0  | 88,2  | 1,7 | 1,1 | 0,5 | 0,0 | 7,3 |
| 1995-96   | Washington Bullets | 77  | 0  | 23,1 | 50,7 | 52,2* | 86,3  | 1,8 | 1,8 | 0,6 | 0,2 | 9,4 |
| 1996-97   | Washington Bullets | 15  | 0  | 12,1 | 31,3 | 27,6  | 85,7  | 1,4 | 0,5 | 0,2 | 0,3 | 2,9 |
| 1997-98   | Wash. Wizards      | 8   | 0  | 9,5  | 15,8 | 0,0   | 75,0  | 0,5 | 0,4 | 0,1 | 0,0 | 1,1 |
| 1998-99   | Wash. Wizards      | 30  | 0  | 12,6 | 44,3 | 40,0  | 50,0  | 1,3 | 0,7 | 0,1 | 0,1 | 4,0 |
| 1999-2000 | G.S. Warriors      | 23  | 4  | 12,3 | 35,9 | 33,3  | 77,8  | 1,0 | 1,0 | 0,2 | 0,0 | 3,3 |
| Carriera  | Carriera           | 310 | 4  | 16,9 | 44,7 | 43,1  | 84,0  | 1,6 | 1,3 | 0,5 | 0,1 | 7,0 |

#### Play-off
| Anno     | Squadra            | PG | PT | MP  | TC% | 3P% | TL%  | RP  | AP  | PRP | SP  | PP  |
| -------- | ------------------ | -- | -- | --- | --- | --- | ---- | --- | --- | --- | --- | --- |
| 1997     | Washington Bullets | 3  | 0  | 6,3 | 0,0 | 0,0 | 50,0 | 0,3 | 0,7 | 0,0 | 0,0 | 0,3 |
| Carriera | Carriera           | 3  | 0  | 6,3 | 0,0 | 0,0 | 50,0 | 0,3 | 0,7 | 0,0 | 0,0 | 0,3 |

#### Massimi in carriera
- Massimo di punti: 25 vs Sacramento Kings (2 gennaio 1994)[1]
- Massimo di rimbalzi: 7 vs Seattle Supersonics (15 aprile 1995)
- Massimo di assist: 7 vs New Jersey Nets (19 febbraio 1996)
- Massimo di palle rubate: 4 (2 volte)
- Massimo di stoppate: 2 (5 volte)
- Massimo di minuti giocati: 37 vs Los Angeles Lakers (1º dicembre 1999)

## Palmarès
- Campione WBL (1989)
- Campione USBL (1991)
- Miglior tiratore di liberi USBL (1992)
- 2 volte All-CBA First Team (1991, 1993)
- Miglior marcatore CBA (1993)
- Miglior tiratore da tre punti NBA (1996)